# 土方雄嘉
土方 雄嘉（ひじかた かつよし）は、伊勢菰野藩の第11代藩主。
文政12年（1829年）7月16日、第10代藩主・雄興の長男として江戸上屋敷で生まれる。天保9年（1838年）8月23日、父の死去により、家督を継ぐ。しかし、幼少の上に病弱だったため、祖父で第9代藩主の義苗が補佐を務めた。弘化元年（1844年）8月15日、将軍徳川家慶に拝謁する。同年12月16日、従五位下・備中守に叙任する、弘化2年（1845年）に義苗が死去すると、叔父の土方義行が補佐を務めた。この間の藩政は義苗、義行によって行なわれ、倹約の徹底やアヘン戦争の余波による軍備増強が行なわれている。
安政5年（1858年）8月28日に死去した。享年30。跡を長男の雄永が継いだ。

## 系譜
父母
- 土方雄興（父）
- 九鬼隆郷の娘（母）

正室
- 寛心院 ー 水野忠義の娘

子女
- 土方雄永（長男）